# Dumitru Captaru
Dumitru Captaru, alternativ Dumitru Captariu, (n. 23 noiembrie 1894, Pașcani, Iași, România – d. 1963, Câmpia Bărăganului, România) a fost un colonel român care a îndeplinit funcția de prefect al județului Iași pe perioada 21 ianuarie - 29 iunie 1941. Implicat în Pogromul de la Iași (26-29 iunie 1941), în 1948 a fost condamnat pentru crime de război la muncă silnică pe viață, 100 milioane lei amendă și degradare civică pe timp de 10 ani.

## Date biografice
A urmat cursurile Școlii de Ofițeri de Infanterie (absolvite în 1915) și ale Școlii Superioare de Război (1925-1927).

### Participarea la Pogromul de la Iași

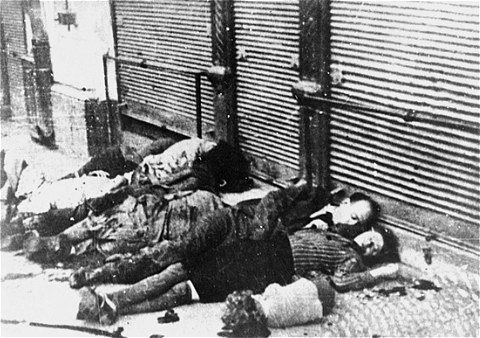
Evrei asasinați pe o stradă din Iaşi în timpul pogromului din 1941

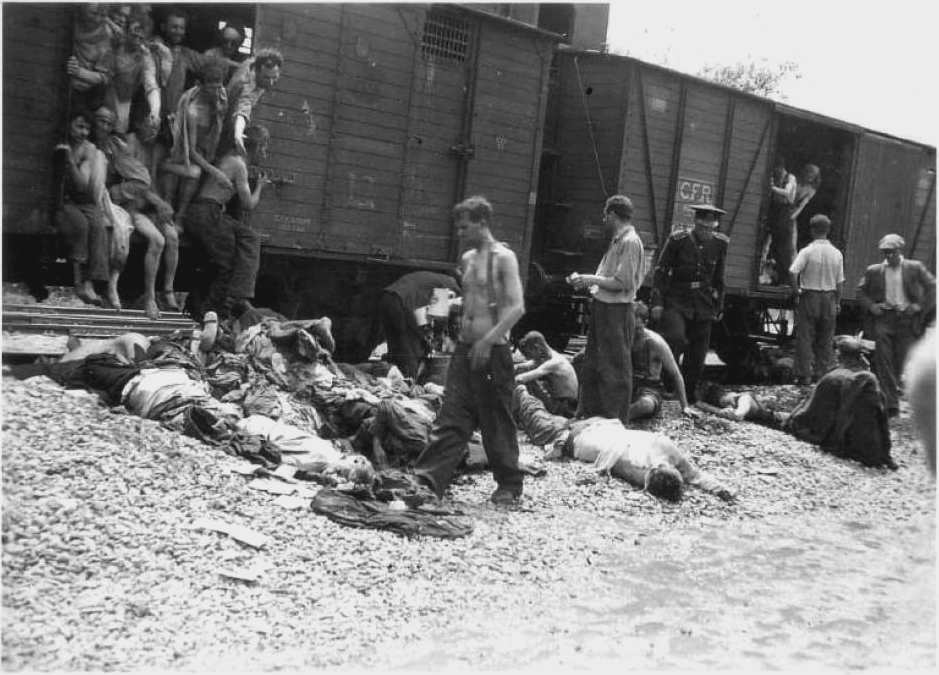
Pogromul de la Iaşi - Trenurile morţii - deschiderea uşii unui vagon.

Ca Prefect de Iași, numele său a fost implicat în Pogromul de la Iași, declanșat ca urmare a directivelor lui Ion Antonescu personal, care ordonase telefonic colonelului Constantin Lupu, comandantul Garnizoanei, în după amiaza zilei de 26 iunie 1941 „curățirea orașului Iași de jidani”, acțiune care a fost mascată ulterior sub titlul „Evacuarea tuturor evreilor, între 18 și 60 de ani, din zona cuprinsă între Siret și Prut". Imediat după primirea directivelor în aceeași după amiază a  zilei de 26 iunie 1941, edilii orașului, coloneii Dumitru Captaru, prefectul de Iași, Constantin Lupu, comandantul Garnizoanei, Constantin Chirilovici, chestorul Poliției și inspectorii de Siguranță Emil Gioseanu și Matei Cosma au ordonat percheziții în casele evreiești.
Într-un raport din 29 iunie 1941 către ministrul Afacerilor Interne, Captaru menționa că până la ora 13 se aflau la Chestura de Poliție din Iași „circa 3.500 suspecți în cea mai mare parte evrei”.
„Suspecții” menționați, comasați în curtea Chesturii au fost împușcați „la grămadă” cu carabine, revolvere și o mitralieră de câtre jandarmi și polițiști. După masacrul săvârșit, în aceeași zi, circa 10 000 de evrei au fost adunați din case și de pe străzi de pichete de jandarmi, soldați și polițiști și au fost îmbulziți în două trenuri de vite. În ziua de 30 iunie 1941 ora 9,20 dimineața, prefectul Captaru raporta lui Mihai Antonescu, vicepreședintele Consiliului de Miniștri, executarea ordinului de evacuare a evreilor ieșeni.
În raportul nr. 1.042 din 29 iunie 1941, colonelul Captaru raporta Ministerului Afacerilor Interne următoarele: „Raportăm că în noaptea de 29-30 iunie s-au tras numeroase focuri de armă din case particulare […]. S-a tras asupra coloanei în marș a unei trupe de infanterie românească care trecea prin oraș spre front. […] Nu s-a putut prinde nici un individ în flagrant delict. […] După indicațiile obținute până în prezent, se constată că se caută de către anumiți indivizi să arunce vina asupra evreilor din oraș cu scopul de a ațâța armata germană și română, precum și populația creștină contra evreilor, pentru a da loc la uciderea în masă a acestora”.
Ca urmare a acestui raport considerat la București ca ostil, Captaru a fost destituit din funcția de prefect. Delegația col. Captaru ca prefect clasa II al județului Iași a încetat prin decretul semnat la 29 septembrie 1941 de Mihai Antonescu, vicepreședinte și președinte ad-interim al Consiliului de Miniștri, când a fost înlocuit în această funcție de col. (r.) Ion Adam.
Colonelul Captaru a fost apoi numit în funcția de comandant al unui regiment de infanterie și trimis pe front. A căzut prizonier în Bătălia de la Stalingrad în noiembrie 1942. Revenit în țară în anul 1946, a fost arestat și judecat sub acuzația de „criminal de război”. Tribunalul Poporului și Curtea Marțială de Casație au întreprins cercetări, găsindu-l nevinovat, iar Ministerul de Război a clasat cauza (sentința nr. 6.704/26 noiembrie 1946).
În urma recursului procuraturii, în anul 1948 Dumitru Captaru este arestat din nou, sub acuzarea de crime de război pentru implicarea sa în Pogromul de la Iași din iunie 1941, rejudecat, găsit vinovat și condamnat la muncă silnică pe viață, 100 milioane lei amendă și degradare civică pe timp de 10 ani. În anul 1960 se afla cu domiciliu obligatoriu în Bărăgan, unde a murit după 3 ani.

## Decorații
- Ordinul „Steaua României” în gradul de ofițer (8 iunie 1940)[5]

## Legături externe
- Procesul Comunismului - Dumitru Captaru

## Vezi și
- Pogromul de la Iași
- Ion Antonescu
- Mihai Antonescu